# Cerro Torre
Cerro Torre – iglica skalna w Parku Narodowym Los Glaciares w Patagonii o wysokości 3133 m n.p.m. Jest najwyższym z czterech szczytów w grupie, w skład której wchodzą jeszcze: Torre Egger, Punta Herron oraz Cerro Standhard. Ze względu na zmienność pogody oraz budowę (ściana zachodnia ma wysokość 2000 metrów) uznawana jest za jedną z najtrudniejszych technicznie gór świata.
Pierwszego wejścia na górę w 1959 dokonali Cesare Maestri i austriacki przewodnik Toni Egger, który zginął w czasie wspinaczki. Maestri twierdził, że jego partner zginął w czasie zejścia, ale z czasem wejście obu alpinistów zaczęto kwestionować. Maestri w odpowiedzi w 1970 roku wrócił na Cerro Torre z linami i sprężarką, za pomocą której na południowo-wschodniej ścianie góry przymocował 400 haków i śrub pomocnych przy wspinaczce. Maestri został ostro skrytykowany za wkręcenie haków, a wytyczona przez niego trasa została nazwana złośliwie Drogą Sprężarkową (Compressor Route). Wśród krytyków znalazł się m.in. Reinhold Messner.

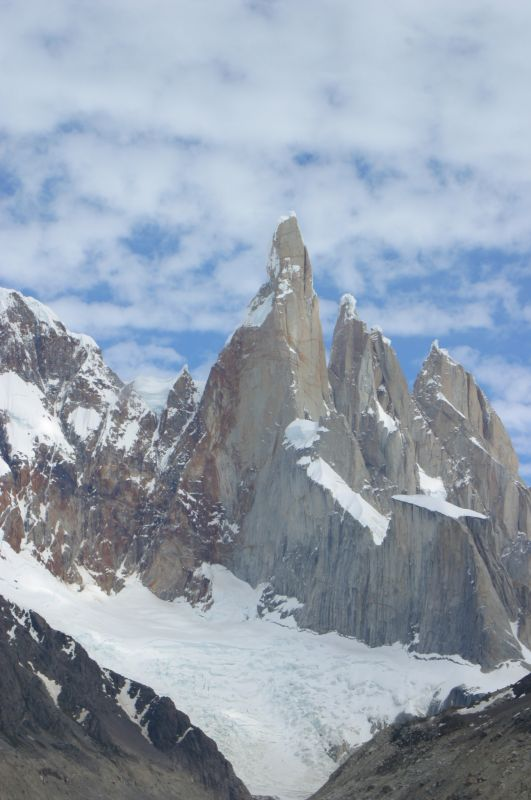
Cerro Torre

Pierwszego polskiego wejścia dokonał w styczniu 1989 r. zespół Marek Olczyk i Krzysztof Dziubek. Następnego dokonał 30 stycznia 1996 roku, zespół w składzie Jacek Fluder i Stanisław Piecuch w ramach centralnej wyprawy Polskiego Związku Alpinizmu kierowanej przez Zbigniewa Krośkiewicza. Jej celem było poprowadzenie nowej drogi wschodnią ścianą, lecz wspinaczkę na niej po pokonaniu 600 m przerwano ze względu na ogromne zagrożenie spadającymi kawałkami lodu z czapy szczytowej. Dlatego też zdecydowano się na zdobycie szczytu drogą Maestriego. 
Do historii zdobywania Cerro Torre nawiązuje nakręcony w autentycznej scenerii film Wernera Herzoga "Krzyk kamienia" z roku 1991.
W styczniu 2012 roku dwaj Amerykanie Hayden Kennedy i Jason Kruk usunęli nity z Compressor Route, za co zostali zatrzymani przez argentyńską policję w El Chaltén. Podobnie jak wbicie haków, także ich zdjęcie spotkało się z krytyką części środowiska alpinistycznego, która uznała to działanie za niszczenie historii alpinizmu.